# Szintonikus komma
Szintonikus kommának azon különbséget nevezzük, mely 4 egymásra épített tiszta kvint és a tiszta nagyterc között található, a közös oktávba való transzponálás után. A szintonikus kommát hívják didümoszi kommának is, a Püthagorasz után 100 évvel élő és a tiszta nagytercet bevezető Didümosz után.

## Értéke
Az érték meghatározásakor számolhatunk frekvenciaviszonyokban illetve centekben.
a) Frekvenciaviszonyokban számolva
A tiszta kvint viszonyszáma 3/2, a tiszta nagytercé pedig 5/4. A 4 egymásra épített tiszta kvint és tiszta nagyterc frekvenciaviszonya tehát – a 2 oktáv levonásával együtt – így számítható:
{\displaystyle Q_{sK}={\frac {\frac {\left({\frac {3}{2}}\right)^{4}}{2^{2}}}{\frac {5}{4}}}={\frac {\frac {81}{64}}{\frac {5}{4}}}={\frac {81}{80}}=1{,}0125}
Láthatóan eltér a két szám, a 4 tiszta kvint valamivel magasabb hangot ad – transzponálás után – a tiszta nagytercnél.
b) Centekben számolva
A tiszta kvint centértéke:
{\displaystyle C_{kvint}=1200\cdot \log _{2}{\left({\frac {3}{2}}\right)}=1200\cdot {\frac {\log _{10}{\left({\frac {3}{2}}\right)}}{\log _{10}2}}\approx 701{,}955}
A tiszta nagyterc centértéke:
{\displaystyle C_{nagyterc}=1200\cdot \log _{2}{\left({\frac {5}{4}}\right)}=1200\cdot {\frac {\log _{10}{\left({\frac {5}{4}}\right)}}{\log _{10}2}}\approx 386{,}314}
A szintonikus komma kiszámítása:
{\displaystyle C_{sK}=(4\cdot 701{,}955-2\cdot 1200)-386{,}314=407{,}82-386{,}314=21{,}506}
Átszámítva frekvenciaviszonyra (ellenőrzésül):
{\displaystyle Q_{sK}=2^{\frac {21{,}506}{1200}}\approx 1{,}0125}
A szintonikus komma értéke tehát 1,0125 illetve 21,506 C, ami valamivel nagyobb a kiegyenlített hangolású félhang egyötödénél.

## Jelentősége
Különösen a középhangú temperálásban fontos a szintonikus komma, ugyanis ott kívánalom a tiszta nagyterc; más rendszerekben általában nem szoktak törekedni a kiküszöbölésére, s megelégednek a püthagoraszi vagy más nem tiszta tercek használatával.
A középhangú temperálás legelterjedtebb, negyedkommás változatában a szintonikus kommát teljesen kiegyenlítik, méghozzá azáltal, hogy a 12 kvint közül 11-et beszűkítenek a komma egynegyedével (innen származik az elnevezés). Így ezen 11 közül minden 4 tiszta nagytercet ad; ugyanakkor a püthagoraszi komma kiküszöböléséhez szükséges a 12. kvint kibővítése (farkaskvint), és ezáltal minden olyan nagyterc, melynek kvintlánca tartalmazza a farkaskvintet, eltér a tiszta nagyterctől. A negyedkommás középhangú temperálásban 8 tiszta nagyterc található és 4 hamis, a kistercek közül pedig egyik sem tiszta teljesen.
A szintonikus komma kiegyenlítésének képlete a negyedkommás középhangú temperálás tiszta – a farkaskvintet kvintláncukban nem tartalmazó – nagyterceinél:
Szintonikus komma – 4 · Szintonikus komma / 4 = 21,506 – 4 · 5,3765 = 0